# 黑果山姜
黑果山姜（学名：Alpinia nigra）为姜科山姜属下的一个种。其种加词“nigra”意为“黑色的，暗色的”。